# Nummularius
Nummularius (von lateinisch nummulus: ursprünglich „Kleingeld“, „elendes, schnödes Geld“, später allgemein „Münze“, wiederum abgeleitet von nummus) ist die Bezeichnung für einen Münzprüfer im Römischen Reich.
Seit der zweiten Hälfte des 2. Jahrhunderts v. Chr. waren Münzprüfer, die manchmal auch spectator oder probator genannt wurden, namentlich bekannt. Manchmal bezeichnete man auch Geldwechsler oder Bankiers mit dem Begriff. Im Allgemeinen hatte ein Nummularius die Aufgabe, Münzen von Bankiers und Kaufleuten beim Ein- und Ausgang durch Tasten, Fühlen, Riechen, Hören und natürlich Sehen auf ihre Gültigkeit und Echtheit zu überprüfen.
Bekannt sind die Münzprüfer durch die mit dem modernen terminus technicus benannten tesserae nummulariae. Auf diesen vierkantigen Marken standen auf der ersten Seite der Name des Nummularius, auf der zweiten Seite der Name des Herrn oder eines freien Römers, auf der dritten Seite der Prüfvermerk (spectavit) mit Angabe von Tag und Monat. Auf der vierten Seite wurde in der Zeit zwischen 96 v. Chr. und 88 n. Chr. zusätzlich die Konsuln als Jahresangabe hinzugefügt.
Nummularii waren zunächst Sklaven, später Freigelassene und schließlich auch Freigeborene. In der Kaiserzeit gab es in den Münzprägestätten kaiserliche Nummularii, die dort offenbar eine Kontrollfunktion innehatten. Die Aufsicht über sie lag in Rom beim praefectus urbi, in den Provinzen beim Statthalter. In seiner Zeit als Statthalter ließ Galba einem betrügerischen Nummularius beide Hände abhacken. Ihre Aufgaben wurden durch ein praetorisches Edikt geregelt (Digesten 16,3,7,2).